# Réda Rabeï
Réda Rabeï (* 12. Juli 1994 in Roubaix) ist ein französischer Fußballspieler.

## Karriere
Rabeï wechselte im Januar 2016 zum Viertligisten ES Wasquehal. Für Wasquehal kam er bis zum Ende der Saison 2015/16 zu zehn Einsätzen in der CFA, in denen er zehn Tore erzielte. Zur Saison 2016/17 wechselte er zum Zweitligisten SC Amiens. Im Oktober 2016 gab er anschließend sein Debüt in der Ligue 2. Dies sollte aber sein einziger Einsatz für Amiens bleiben, primär spielte der Mittelfeldspieler für die Reserve in der fünften Liga. Mit Amiens stieg er zu Saisonende in die Ligue 1 auf. Zur Saison 2017/18 wurde er an den Drittligisten Lyon – La Duchère verliehen. Bis zur Winterpause kam er dort zu vier Einsätzen in der National. Im Januar 2018 wurde er nach Rumänien an den Erstligisten Juventus Bukarest weiterverliehen. Für Juventus absolvierte er sieben Partien in der Liga 1, mit dem Hauptstadtklub stieg er aber aus dem Oberhaus ab.
Zur Saison 2018/19 kehrte Rabeï wieder nach Amiens zurück, dort spielte er aber wieder nur für die Reserve. Im November 2018 wurde er dann ein drittes Mal verliehen, diesmal an den Drittligisten US Avranches. Für Avranches spielte er 17 Mal in der National und erzielte drei Tore. Zur Saison 2019/20 verließ er Amiens dann endgültig und wechselte nach Dänemark zum Zweitligisten Fremad Amager. In seiner ersten Saison bei Fremad kam er zu 26 Einsätzen in der 1. Division, in denen er acht Tore erzielte. In der Saison 2020/21 absolvierte er bis zur Winterpause elf Partien.
Im Januar 2021 zog Rabeï weiter nach Bulgarien zum Erstligisten Botew Plowdiw. Bis zum Ende der Spielzeit kam er zu 15 Einsätzen in der Parwa liga. In der Saison 2021/22 machte er 28 Spiele für Botiw. In der Saison 2022/23 kam er bis zur Winterpause zu 15 Einsätzen. Im Februar 2023 wechselte er leihweise nach Russland zum FK Fakel Woronesch. Für Fakel absolvierte er bis Saisonende zehn Partien in der Premjer-Liga. Zur Saison 2023/24 kehrte er wieder nach Plowdiw zurück.